# Маністі-Лейк (Мічиган)
Маністі-Лейк (англ. Manistee Lake) — переписна місцевість (CDP) в США, в окрузі Калкаска штату Мічиган. Населення — 465 осіб (2020).

## Географія
Маністі-Лейк розташоване за координатами 44°47′2″ пн. ш. 85°0′41″ зх. д. / 44.78389° пн. ш. 85.01139° зх. д. (44.783929, -85.011515).  За даними Бюро перепису населення США в 2010 році переписна місцевість мала площу 12,78 км², з яких 9,21 км² — суходіл та 3,57 км² — водойми.

## Демографія
Згідно з переписом 2010 року, у переписній місцевості мешкало 456 осіб у 205 домогосподарствах у складі 139 родин. Густота населення становила 36 осіб/км².  Було 581 помешкання (45/км²).
Расовий склад населення:
| - 98,2 % — білих - 0,4 % — чорних або афроамериканців - 0,2 % — корінних американців |

До двох чи більше рас належало 0,9 %. Частка іспаномовних становила 1,1 % від усіх жителів.
За віковим діапазоном населення розподілялося таким чином: 14,9 % — особи молодші 18 років, 60,1 % — особи у віці 18—64 років, 25,0 % — особи у віці 65 років та старші. Медіана віку мешканця становила 50,5 року. На 100 осіб жіночої статі у переписній місцевості припадало 100,9 чоловіків;  на 100 жінок у віці від 18 років та старших — 106,4 чоловіків також старших 18 років.
Середній дохід на одне домашнє господарство  становив 41 147 доларів США (медіана — 36 316), а середній дохід на одну сім'ю — 53 976 доларів (медіана — 46 250). За межею бідності перебувало 15,1 % осіб, у тому числі 0,0 % дітей у віці до 18 років та 11,1 % осіб у віці 65 років та старших.
Цивільне працевлаштоване населення становило 101 осіб. Основні галузі зайнятості: роздрібна торгівля — 14,9 %, освіта, охорона здоров'я та соціальна допомога — 14,9 %, оптова торгівля — 11,9 %, виробництво — 11,9 %.